# Стюарт, Александр, 5-й граф Морей
Александр Стюарт, 5-й граф Морей (англ. Alexander Stuart, 5th Earl of Moray; 8 мая 1634 — 1 ноября 1701) — шотландский аристократ и пэр, занимавшим высокий политический пост в Шотландии при Карле II и его брате-католике Якове II.
Впервые он был введен в правительство в 1676 году Джоном Мейтлендом, 1-м герцогом Лодердейлом, его родственником по браку; в период с 1681 по 1686 год он сыграл заметную роль в подавлении пресвитерианских радикалов, известных как «Время убийства». Он сохранил свое положение, когда Яков II наследовал престол в 1685 году, и поддержал его религиозную политику, перейдя в католичество в 1686 году.
Отстраненный от должности после Славной революции 1688 года, он ушел из общественной жизни и умер в Донибристле 1 ноября 1701 года.

## Биография

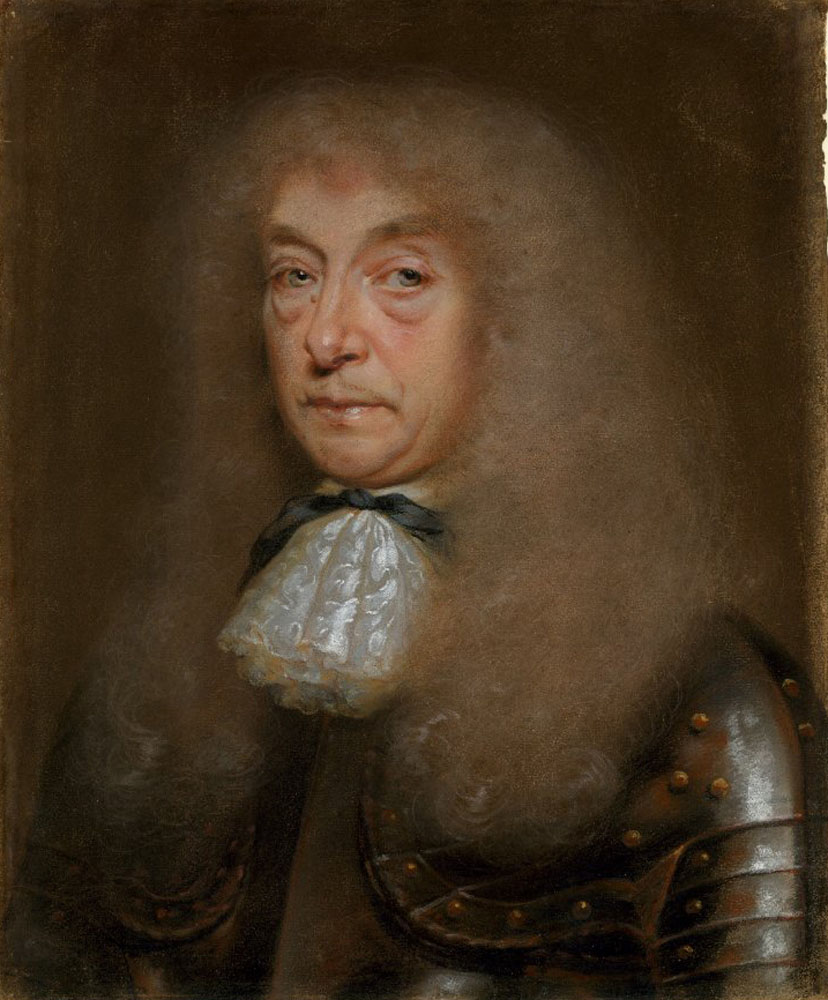
Граф Морей был обязан политическим постом Джону Мейтленду, 1-му герцогу Лодердейлу, своему дяде по браку

Александр Стюарт родился в мае 1634 года, второй сын Джеймса Стюарта, 4-го графа Морея (ок. 1611—1653), и леди Маргарет Хьюм (1607—1683). Его старший брат Джеймс, лорд Дун, умер молодым, и Александр сменил своего отца на посту графа Морея в 1653 году. Он был одним из восьми детей; в дополнение к Джеймсу, остальными были Мэри (1628—1668), Маргарет (1631—1667), Фрэнсис (1636-?), Генриетта (1640—1713), Арчибальд (1643—1688) и Анна (1644—1719).
В 1658 году он женился на Эмили Бальфур (? — январь 1683), дочери сэра Уильяма Бальфура из Питкулло (ок. 1578—1660). У супругов было пятеро детей:
- Джеймс Стюарт, лорд Дун (1660—1685)
- Чарльз Стюарт, 6-й граф Морей (1673 — 7 октября 1735)
- Фрэнсис Стюарт, 7-й граф Морей (4 сентября 1673 — 11 декабря 1739)
- Достопочтенный Джон Стюарт (1675—1765)
- Эмили Стюарт (умерла после 1706)[1].

## Карьера
Во время Войны трёх королевств его отец собрал полк, который сражался за ковенантов против роялистских сил во главе с Джеймсом Грэмом, маркизом Монтрозом. Он также поддержал попытку восстановить Карла I к власти во время Второй гражданской войны в Англии, а затем Карла II в 1651 году.
Александр сменил своего отца на посту графа Морей 4 марта 1653 года, вскоре после того, как Шотландия была включена в протекторат. После победы над восстанием роялистов в Гленкэрне в 1654 году новая администрация решила подвести черту под гражданскими войнами и приняла ряд примирительных мер. Одним из них был Акт о помиловании и помиловании 1654 года; у небольшого числа ключевых лиц были конфискованы их поместья, а другие заплатили штраф. Граф Морей был одним из 73 человек, включенных в этот список, хотя первоначальная сумма в 3 500 фунтов стерлингов была в конечном итоге уменьшена до 500 фунтов.
После реставрации Карла II Стюарта в 1660 году Александр Стюарт, граф Морей, стал тайным советником, но оставался второстепенной политической фигурой. Он был известен как противник пресвитерианских радикалов, и в 1675 году его дядя по браку, Джон Мейтленд, 1-й герцог Лодердейл, назвал его лордом-генералом юстиции, заменив на этой должности Джона Мюррея, 1-го маркиза Атолла. Он помогал проводить все более жесткую политику, включая смертную казнь за проповедь на службах, проводимых за пределами утвержденной церкви или Собраний, и был назначен комиссаром казначейства в 1678 году.
В 1679 году диссиденты убили архиепископа Шарпа, и граф Морей помог подавить недолгое восстание. Это привело к его назначению 17 июля 1680 года чрезвычайным лордом сессии; когда герцог Лодердейл вскоре был уволен, он назначил графа Морея государственным секретарем вместо него. Король Карл II одобрил это, но настоял, чтобы граф Морей разделил эту должность сначала с Чарльзом Миддлтоном, 2-м графом Миддлтоном, а затем с Джоном Драммондом, 1-м графом Мелфортом.
Яков II Стюарт стал королем в феврале 1685 года при сильной поддержке в Англии и Шотландии, что привело к быстрому краху восстания Арчибальда Кэмпбелла, 9-го графа Аргайла, в июне. Однако меры по оказанию помощи католикам подорвали умеренных пресвитериан и епископалов, которые тогда контролировали Церковь Шотландии и сформировали основную базу поддержки Якова. Их оппозиция вынудила его полагаться на все меньший круг лоялистов; в 1686 году граф Морей был назначен лордом верховным комиссаром в парламенте Шотландии, которому было поручено обеспечить отмену Закона об испытаниях 1681 года.
Граф Морей принял католичество в 1686 году; хотя об этом стало известно только в 1687 году, многие заподозрили это и вообще оспорили его право занимать этот пост. Несмотря на угрозы и отстранение от должности противников, шотландский парламент отказался принять эти меры, вынудив Якова Стюарта воспользоваться королевской прерогативой.
В знак признания своего статуса граф Морей был одним из восьми членов-основателей Ордена Чертополоха, созданного Яковом II в 1687 году для поощрения его ключевых сторонников. После Славной революции в ноябре 1688 года он был лишен всех своих должностей. Он умер в Донибристле 1 ноября 1701 года и похоронен в церкви Дайка 24 января 1702 года.